# Rosa nel Pugno
Rosa nel Pugno (RnP) (deutsch: Rose in der Faust) war ein linksliberales, sozialdemokratisches und laizistisches Parteienbündnis in Italien, das von  2005 bis 2007 bestand. Rosa nel Pugno trat zur Parlamentswahl 2006 im Rahmen des größeren Mitte-links-Bündnisses L’Unione an und war anschließend an der Regierung Prodi II beteiligt.

## Beteiligte
Zur Rosa nel Pugno gehörten:
- Socialisti Democratici Italiani
- Radicali Italiani
- Associazione Luca Coscioni
- Federazione dei Giovani Socialisti

Obwohl ein Teil des NPSI auch an einer Zusammenarbeit interessiert war, beteiligten sich weder die im Februar 2006 gegründeten I Socialisti Italiani noch der Rest des NPSI an diesem Bündnis.

## Geschichte
Die Gründung erfolgte im September 2005 auf der Gründungsversammlung in Fiuggi. Die politischen Prinzipien von José Luis Rodríguez Zapatero, Tony Blair und Loris Fortuna dienten als Grundlage. 
Das Symbol des Wahlbündnisses zeigte eine Rose in der Faust, ähnlich dem historischen Symbol des Partito Radicale in den 1970er und 1980er Jahren. Es erinnerte auch an das gegenwärtige Symbol der Sozialistischen Internationale.
Bei den Parlamentswahlen im April 2006 trat Rosa nel Pugno mit einheitlichen Listen an, die wiederum zur Mitte-links-Koalition L’Unione gehörten. Bei der Wahl zum Abgeordnetenhaus erhielt das Bündnis 2,6 Prozent der Stimmen und 18 der 630 Sitze. Bei der Senatswahl bekam RnP knapp 2,5 Prozent – zu wenig für einen Sitz im Oberhaus des Parlaments. Die Abgeordneten der RnP bildeten anschließend eine Fraktion in der Camera dei deputati, mit Roberto Villetti als Vorsitzendem und Lanfranco Turci als Stellvertreter.
Im Kabinett Prodi II stellte RnP ab Mai 2006 die Ministerin für internationalen Handel und Europapolitik (Emma Bonino), einen Vizeminister im Außenministerium (Ugo Intini) sowie zwei Staatssekretäre. 
Cinzia Dato, eine Abgeordnete der Partei La Margherita wechselte im August 2007 in die RnP-Fraktion. Am 18. Dezember 2007 wurde das Bündnis aufgrund interner Streitigkeiten offiziell aufgelöst. Seither gingen  die Radikalen sowie die Sozialisten, die sich bereits im Oktober zur Partito Socialista zusammengeschlossen hatten, wieder getrennte Wege. Die gemeinsame Fraktion im Abgeordnetenhaus bestand gleichwohl bis Mai 2008 weiter, allerdings unter der geänderten Bezeichnung Socialisti e Radicali – RnP.